# Günter Bialas
Günter Bialas (Ruda Śląska, 19 de julho de 1907 – Glonn, 8 de julho de 1995) foi um compositor alemão.

## Vida
Bialas nasceu em Beilschowitz. Enquanto era adolescente, recebeu lições de piano e música teórica de Fritz Lubrich, um estudante de Max Reger, entre 1922 e 1925. Depois de se graduar no Minderheiten-Gymnasium em Kattowitz em 1926, ele estudou musicologia e história no Friedrich-Wilhelms-Universität zu Breslau de 1927 até 1931. Ele então continuou seus estudos musicais na Academia Prussiana de Artes em Berlim e consequentemente lecionou no Ursuline Girls' School in Breslau-Karlowitz de 1934 até 1937. Ele também estudou composição com Max Trapp em Berlim. 
Depois do serviço militar, ele e sua esposa, a cantora Gerda Specht tiveram que deixar sua terra. Eles foram morar na Baviera em 1946 e Bialas encontrou trabalho como maestro no Bach-Verein. De 1947 até 1959 ele ensinou composição no Nordwestdeutschen Musikakademie.
Pelas suas composições, Bialas foi reconhecido com muitos prêmios e homenagens. Depois da sua morte em 1995, uma rua em sua cidade natal adotou seu nome.

## Obras

### óperas
- Hero und Leander (estreia em 1966, Mannheim)
- Die Geschichte von Aucassin und Nicolette (estreia em 1969, Munique)
- Der Gestiefelte Kater (estreia em 1976, Schwetzingen)
- Aus der Matratzengruft (estreia em 1992, Kiel)

### Ballet
- Meyerbeer-Paraphrasen (premiered 1974, Hamburg)

### Oratórios
- Im Anfang (1961), interpretação do Livro do Génesis baseada num texto de Martin Buber, para três vozes de eco, coro, e orquestra
- Lamento di Orlando (1983-85) para barítono, coro misto e orquestra

### Cantatas
- Indianische Kantate (1949), baseada em poemas do compositor, para barítono, coro de câmara, 8 instrumentos e tambores
- Preisungen (1964), baseada em texto de Martin Buber, para barítono e orquestra

### Obra orquestral
- Romanzero (1955)
- Seranata (1955)
- Sinfonia Piccola (1960)
- Waldmusik (1977)
- Der Weg nach Eisenstadt (1980), fantasias em Haydn
- Marsch-Fantasie (1987)
- Ländler-Fantasie (1989)

### Concertos
- Concerto Lirico (1967) para piano e orquestra
- Introitus - Exodus (1976) para órgão (instrumento musical) e orquestra
- Música para Piano e Orquestra (1990)
- Concerto para violoncelo No. 2 (1992)

### Música de câmara
- Música para 11 instrumentos de cordas (1970)
- 5 quartetos de cordas (1935, 1949, 1968, 1986, 1991)
- 2 quartetos para saxofone (seis Bagatelles, 1986; Kunst des Kanons, 1991)
- Piano Trio (1981)
- Herbstzeit (1982) para trio de cordas e piano
- Nine Bagatelles (1984) para trio de instrumentos de sopro, trio de cortas, e piano

### Música instrumental solista
- Lamento, vier Intermezzi und Marsch (1986) para piano